# Адамс, Леони
Леони Фуллер Адамс (9 декабря 1899—27 июня 1988), американский поэт-лауреат. В 1948 году была назначена седьмым официальным поэтом Библиотеки конгресса США. 

## Биография
Леони Адамс родилась в Бруклине в Нью-Йорке. Ее детство проходило в чрезвычайно трудных условиях, так что вплоть до 18 лет родители не отпускали ее одну в метро, и даже в нём она была вынуждена перемещаться в сопровождении отца. Её сестра — учитель и археолог Луиза Холланд, двоюродный брат Лейчестер Бодэн Холланд.
Леонид Адамс училась в Барнард коллеже, где жила в одной комнате с подругой Маргарет Мид.
Ещё не окончив образования, она показала выдающиеся способности в поэзии. В это же время её стихи появляются в печати. В 1924 году она становится редактором журнала The measure. 
Первый сборник ее стихов Those Not Elect вышел из печати в 1925 году.
Весной 1928 года у неё случается мимолетный роман с Эдмундом Уилсоном. За день до отъезда во Францию Адамс извиняется перед Уилсоном в том, что была с «раздражена». В Лондоне Адамс встречается с Хильдой Дулитл, которая вводит ее в лондонское литературное общество. В Париже она встречается с Гертрудой Стайн.
В 1929 году появляется её сборник стихов High Falcon. В течение 1930-х годов она живёт в пригороде Хильбурна в штате Нью-Йорк, и время от времени приезжает в Нью-Йорк, чтобы давать лекции о викторианской поэзии в университете Нью-Йорка.
В 1930 году она встречает писателя и преподавателя нью-йоркского университета Уильяма Троя. Пара женится в 1933 году. В это же время появляется сборник This Measure. В 1935 году она вместе с мужем переезжает на факультет Беннингтонского Колледжа.
Она преподаёт английский во многих колледжах и университетах, включая Дуглас Колледж (тогда известный как женский колледж Нью-Джерси), университете Вашингтона, Bread Loaf Writers’ Conference, Колумбийском университете, колледже Сары Лоуренс. Среди поэтов, которых обучила Леони Адамс есть и Луиза Глик, лауреат нобелевской премии по литературе и бывший поэт-лауреат США.
Автор-фантаст, поэт и издатель Лин Картер также принимал участие в ее поэтических мастерских, во время учебы в Колумбийском университете.
Марсела Гомес Унислоу нарисовал портрет Адамс в 1947 году.
В 1950 году она получила степень почетного доктора от женского колледжа Нью Джерси.
В 1954 году сборник Адамс Poems: A selection выиграл Буллингеновскую премию. В рецензии на книгу Луиза Боган писала: «Такие стихотворения как «Companions of the Morass», «For Harvest», «Grapes Making» и «The runner with the Losts» рождены из, и указывают на столь же глубокое, сколь и редкое поэтическое дарование».
В 1955 году, в короткой автобиографии, написанной для биографического словаря современной литературы, Адамс пролила некоторый свет на свои религиозные и политические взгляды: «Мой отец… сделал меня агностиком в детстве. Сейчас я католичка… И очень либеральный демократ».
Леонид Адамс умерла в 1988 году в Нью-Милфорд, штат Коннектикут, в возрасте 88 лет.